# علي أحمد بزي
علي أحمد بزّي، سياسي لبناني، وعضو في المجلس النيابي اللبناني لثلاث دورات متتالية.

## ولادته
ولد في بنت جبيل في الأول من أيلول (سبتمبر) سنة 1958

## نشأته وعمله في لبنان
- ولد في بنت جبيل، من عائلة فقيرة ما لبثت أن نزحت إلى بيروت.
- تلقى دروسه الابتدائية والتكميلية في مدرستي «زهرة العلوم» و«النموذجية» في برج حمود.
- التحق بدار المعلمين وتابع دروسه الثانوية في الوقت نفسه في ثانوية رأس النبع الرسمية.
- تخرج من دار المعلمين وعين مدرسا في قرية المنصوري، في الجنوب.
- إثر الاجتياح الإسرائيلي الأول في 1978، وكان قد أصبح عضوا في حركة "المحرومين".
- انتقل إلى قرية جبشيت ومنها إلى تكميلية عبد الكريم الخليل في الشياح.[2]

## دراسته الجامعية ومؤهلاته
- تابع تحصيله العلمي فنال شهادة العلوم السياسية والإدارية من كلية الحقوق والعلوم السياسية والإدارية في الجامعة اللبنانية سنة 1981.
- حصل على شهادة ماجستير في الإدارة العامة من جامعة سنترال ميشيغن ـ أميركا سنة 1996.

## العمل
- عمل مرشداً اجتماعياً في دائرة الخدمات الاجتماعية في ولاية ميشغن الأميركية.
- درّس في القطاعين الرسمي والخاص.

## العمل السياسي
- انتخب نائباً عن دائرة الجنوب، في دورة سنة 2000 ودورتي سنة 2005 و2009 على لائحة الرئيس نبيه بري.
- هو عضو سابق في لجنة الشباب والرياضة، ولجنة الشؤون الخارجية والمغتربين التي ما زال فيها.
- يقوم بوظيفة مقرر للجنة الاقتصاد والتجارة والصناعة والتخطيط.

## العضويات
- أسس وترأس المركز الثقافي اللبناني الأميركي.
- شارك في عضوية النادي اللبناني الأميركي، والمعهد العربي الأمريكي، والجمعية العربية الأميركية لمكافحة التمييز العنصري.

## أعماله الأخرى
- له دراسة حول العولمة.
- كما وله أعمال إذاعية منها البرنامج الشعبي ابن البلد.

## أسرته
متأهل من السيدة تحية حمادي وله ولدان: نور وريان